# Eurytoma salicigalla
Eurytoma salicigalla är en stekelart som beskrevs av Bugbee 1970. Eurytoma salicigalla ingår i släktet Eurytoma och familjen kragglanssteklar. Inga underarter finns listade i Catalogue of Life.